# Slippery When Wet: The Videos
Slippery When Wet: The Videos è una raccolta di videoclip dei Bon Jovi, pubblicata nel 1987. La registrazione contiene tutti i video prodotti per l'album Slippery When Wet e, inoltre, sono presenti alcune interviste al personale del gruppo, i vari dietro le quinte, e un clip esclusivo della canzone Wild in the Streets, non estratta come singolo dal disco.

## Tracce
1. Wild in the Streets (Jon Bon Jovi)
2. Livin' on a Prayer (Bon Jovi, Richie Sambora, Desmond Child)
3. You Give Love a Bad Name (Bon Jovi, Sambora, Child)
4. Never Say Goodbye (Bon Jovi, Sambora)
5. Livin' on a Prayer (Versione live)
6. Wanted Dead or Alive (Bon Jovi, Sambora)

## Formazione
- Jon Bon Jovi - voce, chitarra
- Richie Sambora - chitarra solista, voce, talk box in Livin' on a Prayer
- David Bryan - tastiere, seconda voce
- Alec John Such - basso, seconda voce
- Tico Torres - batteria